# Glokalisierung
Glokalisierung ist ein Neologismus und ein Kofferwort, gebildet aus den Begriffen Globalisierung und Lokalisierung, wobei diese beiden Begriffe nicht als Gegensätze, sondern als verbundene Ebenen zu verstehen sind.

## Historie des Begriffs
Ein analoger Begriff zu Glokalisierung wurde schon in den 1980ern für japanische Geschäftsformen verwendet (dochakuka, etwa: das Fremde mit dem eigenen verschmelzen). Im englischen Sprachraum wurde der Begriff glocalization durch den Soziologen Roland Robertson 1992 popularisiert. Auch wurde der Begriff „glocal“ einem kleineren Kreis im Bereich der Umweltpolitik im Jahre 1989/1990 bekannt. Der damalige Leiter des Nationalen Global Change Sekretariats des Bundesministeriums für Forschung und Technologie, Manfred Lange, hatte die Dimension der Veränderungen auf der Maßstabsebene von lokal-regional-global, oder micro-meso-macro scale, als „glocal“ bezeichnet. Anlass war die Suche nach einem Begriff für die Tiefendimension des „Zauberwürfels der Ökologie“ (Rubik’s Cube of Ecology) als Exponat der Ausstellung „Welt im Wandel – Herausforderungen an Wissenschaft und Politik“. Später wurde der Begriff Glocalization vielfältig eingeführt und neu erfunden – sehr oft in scheinbarer Unkenntnis vorhergehender und paralleler Einführungen, so im englischen Sprachraum durch Zygmunt Bauman. Im deutschen Sprachraum finden sich mehrere Urheber des Begriffs.
Das Paradigma der Glokalisierung wird gelegentlich als Glokalismus (Glocalism) bezeichnet. Ein sich inhaltlich überschneidender Begriff ist der Kosmolokalismus.

## Verwendung des Begriffs
„Glokalisierung“ bezeichnet die Verbindung und das Nebeneinander des vieldimensionalen Prozesses der Globalisierung und seiner lokalen bzw. regionalen Auswirkungen, Auslöser und Zusammenhänge. Häufig ist das Geschehen an einem bestimmten Punkt in der Welt von lokal-regionaler und gleichzeitig von global-überregionaler Bedeutung. Der Prozess der Globalisierung wird im eigenen Leben und Alltag fassbar. Somit ist Glokalisierung die lokale Auswirkungs- und Erscheinungsebene, aber auch lokale Triebfeder der weltumspannenden Globalisierung. Aufgrund globaler und gleichzeitig lokaler Vernetzungen entstehen Netzwerke, die zum einen für die Bildung transnationaler Produktions- und Vermarktungsstrukturen verantwortlich sind und zum anderen für die Veränderung der jeweiligen Kulturen.
Glokalisierung lässt sich unter verschiedenen Aspekten beobachten. Sie besitzt unter anderem eine kulturelle, ökonomische, politische und soziologische Dimension.
Kulturell betrachtet, können Individuen dank dieser Verbindung ihre Identitäten und kulturellen Besonderheiten bewahren. Eine Vertreterin dieser Sichtweise ist die deutsche Soziologin Gabriele Klein. Glokalisierung impliziert demnach auch die Forderung nach einer Rückbesinnung auf Identität und Besonderheiten des Einzelnen. Ein der Glokalisierung verwandter Begriff ist daher der der Globalisierung der Biografien, da die Globalisierung für jedes Individuum lokal verständlich und erlebbar wird. Vor Ort lässt sich das Aufeinandertreffen von Gegensätzen und unterschiedlichen Kulturen beobachten. Gleichzeitig bezeichnet Glokalisierung auch eine Form der Weltoffenheit, bei der alle Kulturen anerkannt und respektiert werden und dennoch regionale Verwurzelungen erhalten bleiben.
Ökonomisch gesehen lässt sich die Glokalisierung folgendermaßen beschreiben:
Produktion, Management und Verwaltung eines transnationalen Konzerns (TNK) werden immer lokal verortet, dagegen sind unternehmerische Aktivitäten wie der Verkauf von Produkten global organisiert. Aufgrund lokaler/regionaler Besonderheiten passen TNKs ihre Produkte, deren Vermarktung und insbesondere die Organisation ihrer Herstellung den jeweiligen lokalen Bedingungen zur Wertschöpfung an. Diese können regionale Marktbedürfnisse sein oder auch die lokale Infrastruktur, der Hochschulbestand oder die Forschungslandschaft. Diese Glokalisierungsaktivitäten zeigen sich auch bei vielen klein- und mittelständischen Unternehmen (KMU). Laut der Wirtschafts- und Sozialforschung müssen sich KMUs (genauso wie TNKs) zur Erhaltung ihrer Wettbewerbsfähigkeit und zur Erwirtschaftung von Gewinnen zwangsläufig auf globalen Märkten engagieren oder andere internationale Strategien einschlagen. Somit bezeichnet Glokalisierung den Doppelcharakter von Herstellung lokaler systemischer Wettbewerbsfähigkeit einerseits und Einbindung in den Weltmarkt andererseits. Die unterschiedlichen Bedürfnisse diverser regionaler Märkte sind im internationalen Konkurrenzrahmen gesehen das Gegengewicht zu einem befürchteten weltweit einheitlichen Waren- und Dienstleistungsmarkt. Beispiele für die „Lokalisierung“ von global vertriebenen Produkten sind die Anpassung von Keksen an nationale Vorlieben (Geschmack, Konsistenz etc.) oder die Anpassung von Computerspielen (Übersetzung in die jeweilige Sprache, Beachtung nationaler Gesetzgebung zur Gewaltdarstellung usw.). Um im Wettbewerb zu bestehen, sind Unternehmen also gezwungen, „lokale“ Besonderheiten zu beachten.
In der politischen Dimension lässt sich die Glokalisierung an folgenden Geschehnissen beobachten:
Nationalstaaten geben ihre Kompetenzen in immer größerem Maße ab und zwar nicht nur nach oben an Bündnisse wie z. B. der EU, sondern auch nach unten an die Gliedstaaten eines Nationalstaats bzw. die verschiedenen Regionen (Subsidiarität). Allerdings muss bedacht werden, dass in föderalen Staaten (z. B. USA, Russland, Deutschland, Mexiko, Schweiz) ein beträchtliches Wachstum der Bundesebene, also eine faktische Zentralisierung, stattfindet. Zudem steigt die Anzahl von nichtstaatlichen Organisationen immer weiter an, die im globalen ebenso wie im lokalen Rahmen ebenfalls wachsenden Einfluss genießen.
Glokalisierung wird von einigen Fachleuten auch als Makrotrend oder Megatrend bezeichnet, d. h. sie beinhaltet langfristige Triebkräfte, die Wirtschaft und Gesellschaft über mehrere Jahrzehnte hinweg nachhaltig verändert haben.
Als kritischer Beobachter der Glokalisierung gilt der Schweizer Philosoph Stefan Zenklusen. Bereits 2007 übte er in einem Text scharfe Kritik an der Generalthese der cultural studies und anderer Wissenschaftszweige, die Globalisierung führe kulturell zu mehr Pluralismus, Diversität und Hybridität.
Im Prozess der Glokalisierung macht Zenklusen das Verschwinden überregionaler, nationaler und internationaler Vermittlungsinstanzen aus. Die Großstädte kapselten sich ab und würden (ähnlich wie in der frühen italienischen Neuzeit) zu Stadtstaaten, deren Verständnishorizont an den Stadtgrenzen ende. Die dort dominierende Mentalität abstrahiere vom umliegenden, überregionalen Territorium und richte sich nur noch an Metropolen anderer Länder aus. Parallel hierzu fördere die Glokalisierung auf dem Land die Regionalisierung, die aber des überregionalen und internationalen Verständnisses verlustig gehe. Sowohl der städtische als auch der ländlich-regionale Lokalismus würden kulturell und sprachlich mit dem Globalismus verschmelzen, der aber nicht international, sondern vorwiegend angelsächsisch sei. Generell unterminiere die Glokalisierung die Öffnung zum Nachbarn und fördere in regressiver Weise Stammesidentitäten.
Der italienische Politiker und Unternehmer Piero Bassetti gab 2008 mit anderen zudem das Glokalistische Manifest heraus, das als Kerngedanken Ansichten zu Mobilität und Migration, dem Globalen Dorf und sozialen Netzwerken enthält. Das FabCity-Netzwerk mit dem Ziel lokaler, aber digital vernetzter Produktion beruft sich auf den Glokalismus.

## Glokalisierung als gesellschaftliche Normalität moderner Menschen
Dieser von Barbara Seibert, Geographin und Leiterin des Elbinstituts Hamburg, definierten Vorgabe folgend, beschreibt den Begriff als Konzept für eine pragmatische Verbindung des Globalen mit dem Lokalen im Kontext der Verfasstheit moderner Gesellschaften. Ausgangspunkt ist die „Unumkehrbarkeit vielsprachiger, vielkultureller und vielschichtiger Gesellschaften mit allen damit verbundenen Chancen und Gefahren.“
Glokalisierung beschreibt hier konkret „Handlungsprozesse in Städten und Gemeinden, bei denen multinational sozialisierte Gesellschaften ihre Gestaltungsaufgaben im Wechselspiel zwischen globalen und lokalen Kenntnissen, Religionen, Kulturen, Moden in gemeinsamer Verantwortung wahrnehmen.“ In diesem Verständnis wird der Begriff zum Gegenentwurf für jede Art von reaktionärem Gedankengut. So verweist Barbara Seibert auf das Prinzip einer „symmetrischen Integration“, das im glokalen Sinne auf die Bereitschaft zur wechselseitigen Anerkennung der Gleichwertigkeit von Werten und Normen auf verfassungsrechtlicher Grundlage des jeweiligen politischen Raumes abzielt.

### Audiobeiträge
- Tobias Rapp: Die Glokalisierung des Pop. Die Zukunft der Unterhaltung. 2004. deutschlandradio.de

### Einzelbeiträge
- Francesco Castri, Malcolm Hadley: Enhancing the credibility of ecology: Interacting along and across hierarchical scales. In: GeoJournal. Volume 17, Number 1, Juli 1988, S. 5–35. doi:10.1007/BF00209075
- Heiner Benking, Heiko Schmidt v. Braun: Geo-/Object-Coding for Local-Change Assessment. In: GeoJournal. Volume 20, Number 2, 1988, S. 167–173, doi:10.1007/BF00196748
- Hartmut Keune, A. Beatrice Murray, Heiner Benking: Harmonization of environmental measurement. In: GeoJournal. Volume 23, Nr. 3, März 1991, S. 249–255. doi:10.1007/BF00204842
- Heiner Benking, Ulrich B. Kampffmeyer: Access and Assimilation: Pivotal environmental information challengesLinking, archiving, and exploiting multi-lingual and multi-scale environmental information repositories. In: GeoJournal. Volume 26, Nr. 3, März 1992, S. 323–334. doi:10.1007/BF02629811
- Roland Robertson: Glokalisierung: Homogenität und Heterogenität in Raum und Zeit. In: Ulrich Beck (Hrsg.): Perspektiven der Weltgesellschaft. Suhrkamp, Frankfurt am Main 1998, ISBN 3-518-40916-6, S. 192–220.
- Carsten Ochs: Digitale Glokalisierung. Das Paradox von weltweiter Sozialität und lokaler Kultur. Campus, Frankfurt am Main 2013, ISBN 978-3-593-39950-8.

### Monographien
- Ulrich Beck: Was ist Globalisierung? Suhrkamp, Frankfurt am Main 1997, ISBN 3-518-40944-1.
- Barbara Seibert: Glokalisierung. Ein Begriff reflektiert gesellschaftliche Realitäten. Einstieg und Debattenbeiträge. 2. Auflage. LIT Verlag, Münster 2017, ISBN 978-3-643-13807-1.
- Leo McCann: A Very Short, Fairly Interesting and Reasonably Cheap Book about Globalization, Thousand Oaks, CA 2018, ISBN 978-1-4739-1911-2
- Stefan Zenklusen: Kritik der Glokalisierung – Über den Triumph des Monokulturalismus. Königshausen & Neumann, Würzburg 2021, ISBN 978-3-8260-7323-6.

### Journals
- Glocalism. Journal of culture, politics and innovation. Mailand: Globus et Locus. ISSN 2283-7949 (Open Access).